# Mahdishahr
Mahdishahr (persiska: سنگسر, مهدیشهر) är en stad i Iran.   Den är administrativt centrum i delprovinsen Mahdishahr och provinsen Semnan, i den centrala delen av landet, 170 km öster om huvudstaden Teheran. Mahdishahr ligger 1 600 meter över havet och antalet invånare är 21 000.
Terrängen runt Mahdishahr är huvudsakligen kuperad, men västerut är den bergig. Runt Mahdishahr är det glesbefolkat, med 11 invånare per kvadratkilometer. Närmaste större samhälle är Semnān, 15,2 km söder om Mahdishahr. Trakten runt Mahdishahr är ofruktbar med lite eller ingen växtlighet.